# Eretria
Eretria (griego Ερέτρια) fue una ciudad de la Antigua Grecia, localizada en la costa occidental de la isla de Eubea, enfrente de la costa del Ática al otro lado del estrecho golfo de Eubea. Hay una moderna ciudad griega con el mismo nombre en el lugar antiguo. El actual municipio de Eretria contaba en 2011 con una población de 13053 habitantes y la población de la unidad municipal ascendía a 6330.

## Historia antigua
El significado del nombre de Eretria se ha relacionado con la importancia marítima que tuvo esta ciudad en la Antigüedad, ya que deriva de la palabra griega ερετμον (remo).
La primera mención de Eretria fue en la Ilíada de Homero, que la incluye entre las ciudades que enviaron barcos a la guerra de Troya. En el siglo VIII a. C., Eretria y su vecina y rival, Calcis, fueron ambas poderosas y prósperas ciudades comerciales y los eretrios controlaban las islas del Egeo de Andros, Tinos y Ceos. También poseían tierras en Beocia en la Grecia continental.
En época indeterminada, aunque se supone que pudo ser al final del siglo VIII a. C. o fines del VI a. C., Eretria y Calcis lucharon en una guerra llamada guerra Lelantina. Poco es lo que se conoce de los detalles de esta guerra, pero probablemente Eretria fue derrotada y perdió sus tierras en Beocia y sus dependencias egeas.
Eretria jugó un importante papel en la colonización griega. Participó en la fundación de colonias al norte del mar Egeo, en la costa de Macedonia, y también en Italia y Sicilia.
De una inscripción hallada en el puerto de Eretria y fechada en torno al año 530 a. C. que contiene un texto legal que fijaba tarifas para los barcos que navegaban por el golfo de Eubea, se ha deducido que Eretria ejercía un control marítimo sobre estas aguas durante esta época.
Los eretrios eran jonios, y era natural que fuesen aliados de Atenas. Cuando los jonios griegos de Asia Menor se rebelaron contra Persia en 499 a. C. (revuelta jónica), Eretria se unió a Atenas enviando ayuda a los rebeldes. Como resultado, el rey persa Darío I  hizo un alto para castigar a Eretria durante su invasión de Grecia. En 490 a. C. la ciudad fue saqueada e incendiada por los persas. Poco después, participaron en la alianza griega y aportaron naves tanto en la batalla de Artemisio como en la de Salamina.
Durante el siglo V a. C. la totalidad de Eubea formó parte de la Liga de Delos, liderada por Atenas y por tanto, durante la guerra del Peloponeso, Eretria fue un aliado de Atenas contra sus rivales dorios Esparta y Corinto. Pero pronto los eretrios, junto con el resto del imperio, encontraron la dominación ateniense opresiva. Cuando los espartanos derrotaron a los atenienses en la batalla de Eretria en 411 a. C., todas las ciudades eubeas se rebelaron.
Tras la derrota final por Esparta en 404 a. C., Atenas pronto restableció su hegemonía sobre Eubea, la cual era una fuente esencial de grano para la población urbana. Los eretrios se rebelaron otra vez en 349 a. C., y los atenienses no pudieron recuperar el control. En 343 a. C. ayudados por Filipo II de Macedonia ganaron el control de la ciudad, pero los atenienses bajo Demóstenes la recapturaron en 341 a. C.
La batalla de Queronea en 338 a. C., en la que Filipo derrotó a los ejércitos combinados de los griegos, marcó el fin de las ciudades griegas como estados independientes, y Eretria disminuyó su importancia para convertirse en una ciudad provincial. En 198 a. C. fue saqueada por los romanos. En 87 a. C. fue finalmente destruida en las guerras mitridáticas y abandonada.

## Resurgimiento moderno

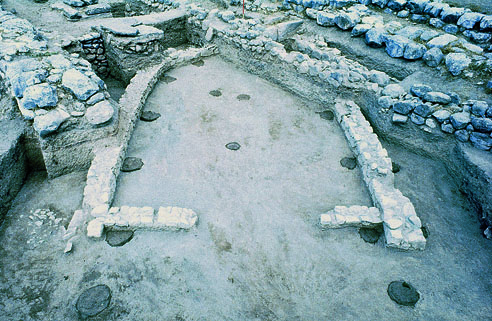
Ruinas del templo de Apolo de Eretria.

La moderna ciudad de Eretria, que se había abandonado en la antigüedad, fue refundada en 1824, tras la guerra de independencia de Grecia, con colonos procedentes de Psará. Hoy es un popular lugar de vacaciones junto al mar.

## Arqueología
Las excavaciones de la antigua Eretria comenzaron en la década de 1890 y han sido dirigidas desde 1964 por el Servicio Arqueológico Griego (Undécimo Eforado de Antigüedades) en colaboración con la Escuela de Arqueología Suiza, que levantaron el museo arqueológico. El material hallado en las excavaciones de varios sectores de la acrópolis indica que Eretria fue un asentamiento importante en el periodo micénico y que, tras un periodo sin aparente ocupación durante la Edad del Hierro temprano, volvió a florecer a partir del periodo geométrico. El lugar excavado más importante es el templo de Apolo Dafnéforo.

## Monumentos
Entre los muchos restos de la antigua ciudad se pueden contemplar hoy día:
- Partes de las murallas y puertas de la ciudad (4 km de longitud)
- Teatro de Eretria
- Palacios I y II
- Gimnasios superior e inferior
- Casa de los mosaicos
- Los baños
- Templo de Apolo Dafnéforo
- Templo de Artemisa en Eretria
- Templo de Isis en Eretria
- Templo de Dioniso en Eretria
- Acrópolis
- Tumba macedonia

Adicionalmente, Museo Arqueológico de Eretria, construido en 1960, renovado y ampliado en 1989-1991.

## Histórico de población
| Año  | Ciudad | Unidad municipal | Municipio |
| ---- | ------ | ---------------- | --------- |
| 1981 | 3711   | -                | -         |
| 1991 | 3022   | 4987             | 10 765    |
| 2001 | 3156   | 5969             | 12 218    |
| 2011 | 4166   | 6330             | 13 053    |